# 寶藥黨
寶藥黨是於2000年代出現於香港的街頭騙案，受害人包括來自不同背景、種族及年齡的人士。部份老千自稱是受害人的同鄉來博得受害人的信任，從而向受害人以暴利形式的價錢額數銷售一些普通藥材甚至假藥，然而號稱為珍貴藥材，又訛稱將上述藥材轉賣可以獲得高等利潤，從而從受害人詐騙財物。

## 歷史
原來活躍於羅湖口岸，專打香港人主意的寶藥黨於近年屢被中國公安部打擊後，直接在香港市區旺角過境巴士站向中年香港婦人藉著順風車免費義載搭訕，兜售以廉價藥材以至假藥偽冒的貴假藥材。